# Guerre des mormons
Guerre des mormons
La guerre des mormons est un conflit qui se déroule, en 1838, entre les mormons et leurs voisins dans le Nord-Ouest du Missouri. Ce conflit est aussi parfois appelé la guerre mormone du Missouri pour la différencier de la guerre mormone de l'Utah (aussi connu comme guerre de l'Utah) et la guerre mormone de l'Illinois.
Les événements liés à ce conflit s'étendent du 6 août 1838 (bataille électorale de Gallatin) au 1er novembre 1838, avec l'arrestation de Joseph Smith à Far West. Ils s'inscrivent dans le contexte de l'expulsion des mormons du comté de Jackson en 1833. Pendant le conflit 22 personnes sont tuées (trois mormons et un non mormon à Crooked River, un prisonnier mormon mortellement blessé en détention, et 17 mormons lors du massacre de Haun's Mill). Un nombre inconnu de non-combattants sont aussi morts des conséquences de ce conflit et de l’expulsion de leurs foyers. À la suite de la guerre, presque tous les mormons du Missouri, estimé à plus de dix mille, ont été contraints de quitter l'État. La plupart de ces réfugiés se sont installés dans ou à proximité de ce qui allait devenir la ville de Nauvoo dans l’Illinois.